# Championnats du monde de cyclisme sur route 1959
Navigation
Reims 1958 Sachsenring/Leipzig 1960
Les championnats du monde de cyclisme sur route 1959 ont eu lieu le 16 août 1959 à Zandvoort aux Pays-Bas. Chez les hommes, le Français André Darrigade a remporté la course des professionnels et l'Allemand de l'Est Gustav-Adolf Schur celle des amateurs. La Belge Yvonne Reynders a gagné la course féminine.

## Résultats
| Épreuves :                          | Or                                    | Or              | Argent                         | Argent | Bronze                            | Bronze |
| Épreuves masculines                 |                                       |                 |                                |        |                                   |        |
| Hommes - course en ligne            | André Darrigade France                | 7 h 30 min 43 s | Michele Gismondi Italie        | m.t.   | Noël Foré Belgique                | m.t.   |
| Hommes - amateurs - course en ligne | Gustav-Adolf Schur Allemagne de l'Est | -               | Bastiaan Maliepaard Pays-Bas   | -      | Constant Goossens Belgique        | -      |
| Épreuve féminine                    |                                       |                 |                                |        |                                   |        |
| Femmes - course en ligne            | Yvonne Reynders Belgique              | -               | Aina Pouronen Union soviétique | -      | Vera Gorbatcheva Union soviétique | -      |

## Tableau des médailles
| Rang  | Nation             | Or | Argent | Bronze | Total |
| ----- | ------------------ | -- | ------ | ------ | ----- |
| 1     | Belgique           | 1  | 0      | 2      | 3     |
| 2     | France             | 1  | 0      | 0      | 1     |
| 2     | Allemagne de l'Est | 1  | 0      | 0      | 1     |
| 4     | Union soviétique   | 0  | 1      | 1      | 2     |
| 5     | Pays-Bas           | 0  | 1      | 0      | 1     |
| 5     | Italie             | 0  | 1      | 0      | 1     |
| Total | Total              | 3  | 3      | 3      | 9     |